# Józef Ulma, Wiktoria Ulma a jejich sedm dětí
Józef Ulma (2. března 1900, Markowa – 24. března 1944, tamtéž) a Wiktoria Ulma (10. prosince 1912, Markowa – 24. března 1944, tamtéž) byli polští manželé, farmáři a majitelé statku, zabití nacistickou policií během zločinu v Markowé spolu se svými sedmi dětmi (jedno nenarozené nebo narozené v okamžiku smrti) za ukrývání Židů během druhé světové války. Roku 1995 byl manželům in memoriam udělen titul Spravedliví mezi národy. Katolická církev je uctívá jako blahoslavené mučedníky.

## Raný život

### Józef Ulma
Narodil se dne 2. března 1900 v Markowé do početné farmářské rodiny jako syn Marcina a Franciszky rozené Kluz. Roku 1911 absolvoval krátké studium na obecné škole. V mládí byl členem organizace, jejímž cílem bylo získávání finančních prostředků pro stavbu a údržbu sakrálních staveb v diecézi. Byl aktivním členem Sdružení katolické mládeže a později Sdružení venkovské mládeže. V té době působil jako knihovník a fotograf.
V letech 1921–1922 absolvoval v Grodně povinnou vojenskou službu. Od 1. listopadu 1929 do 31. března 1930 studoval na Státní zemědělské škole v Pilzně. Po absolvování studia s velmi dobrým prospěchem se stal propagátorem pěstování ovoce a zeleniny, pěstoval ovocné stromy a choval včely a bource morušového. Roku 1933 za tyto aktivity obdržel ocenění od Okresní zemědělské společnosti v Przeworsku. Jako první v Markowě zavedl elektřinu, kdy ve svém domě připojil žárovku k vlastnoručně vyrobenému ventilátoru.

Jednou z jeho vášní bylo fotografování, kdy fotografoval např. na kulturních akcích ve své obci, nebo na rodinných oslavách. Psal také články do týdeníku. Kromě toho byl členem Zemědělského kroužku a dalších organizací.

Fotografie, pořízené Józefem Ulmou
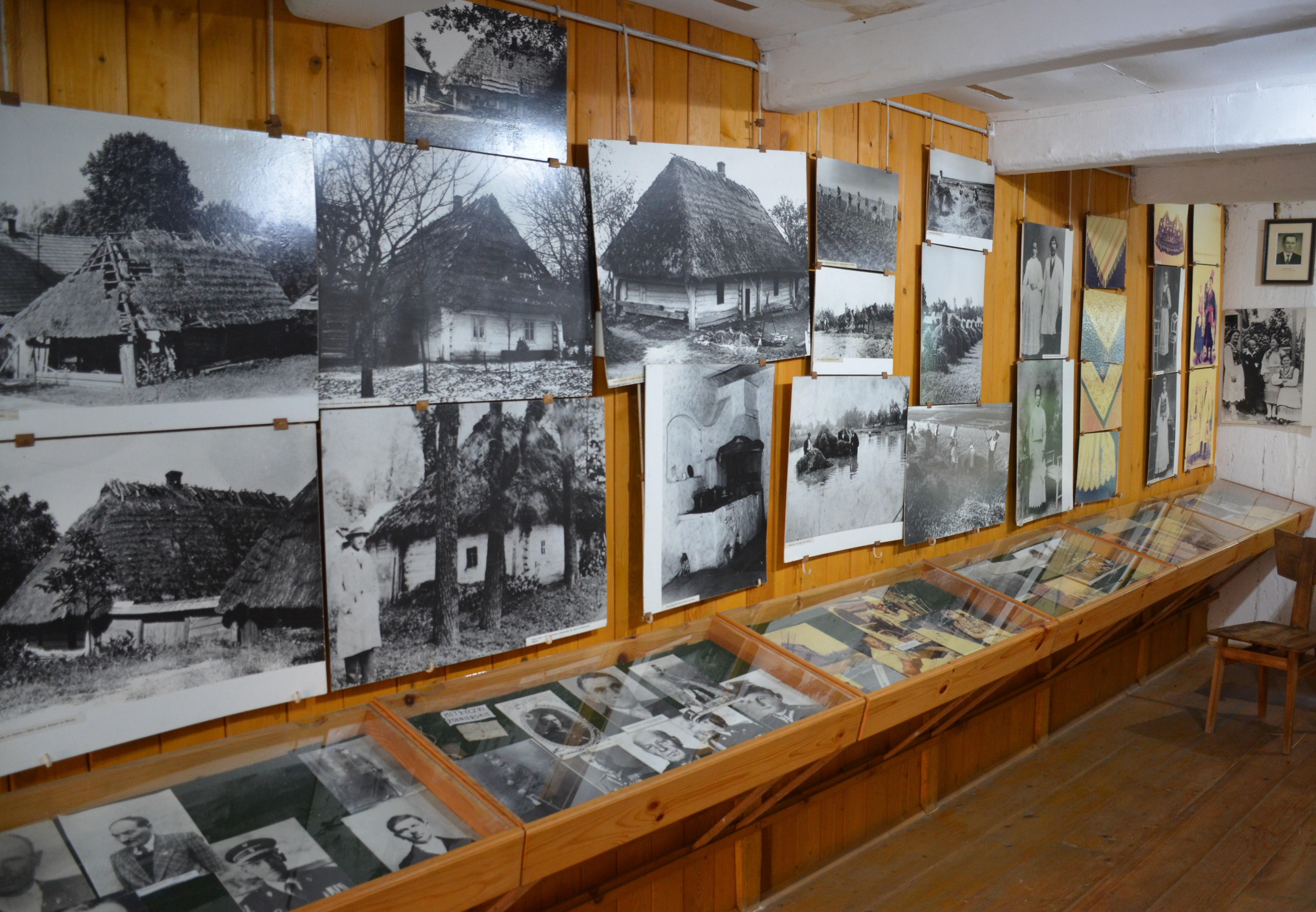
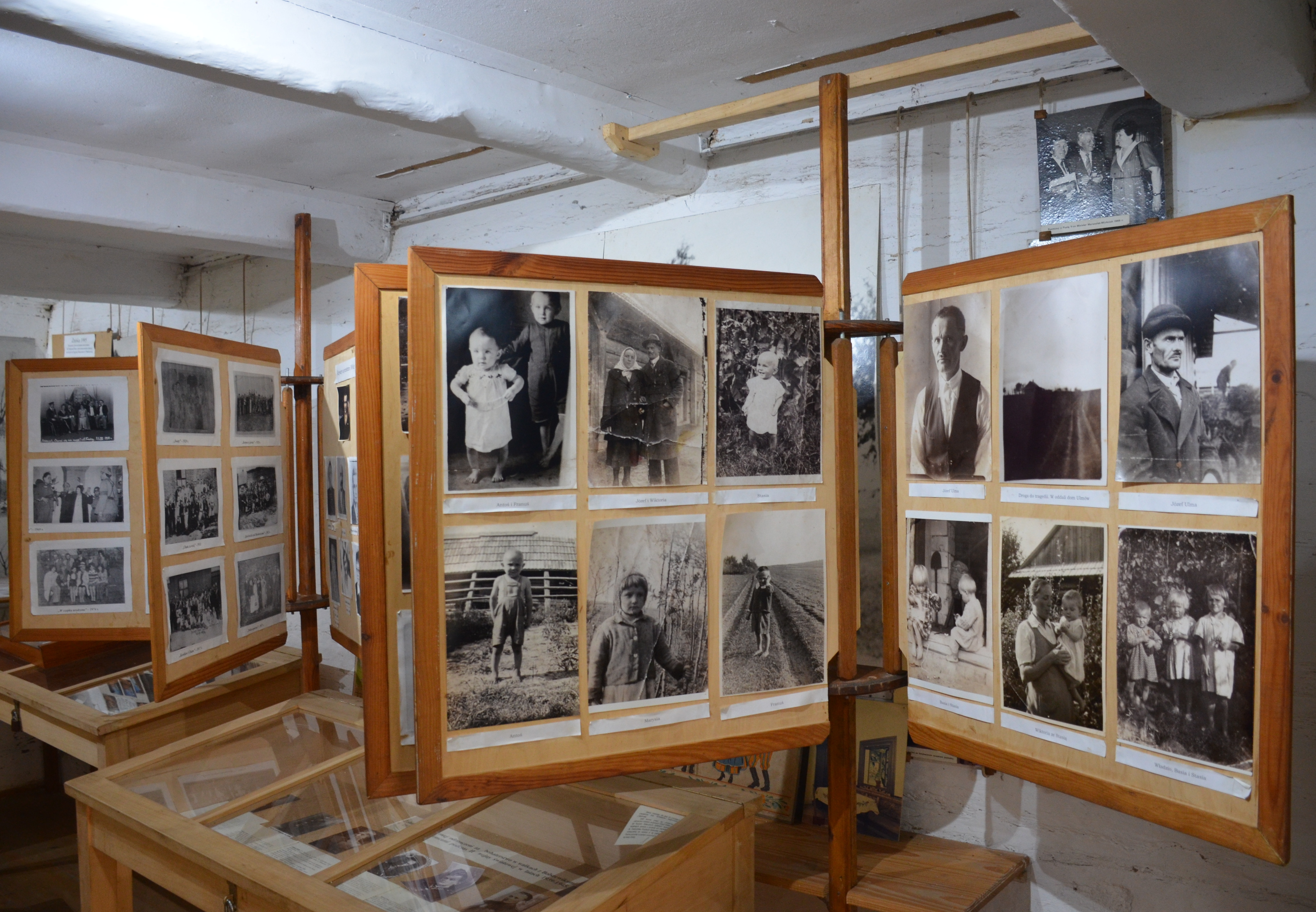
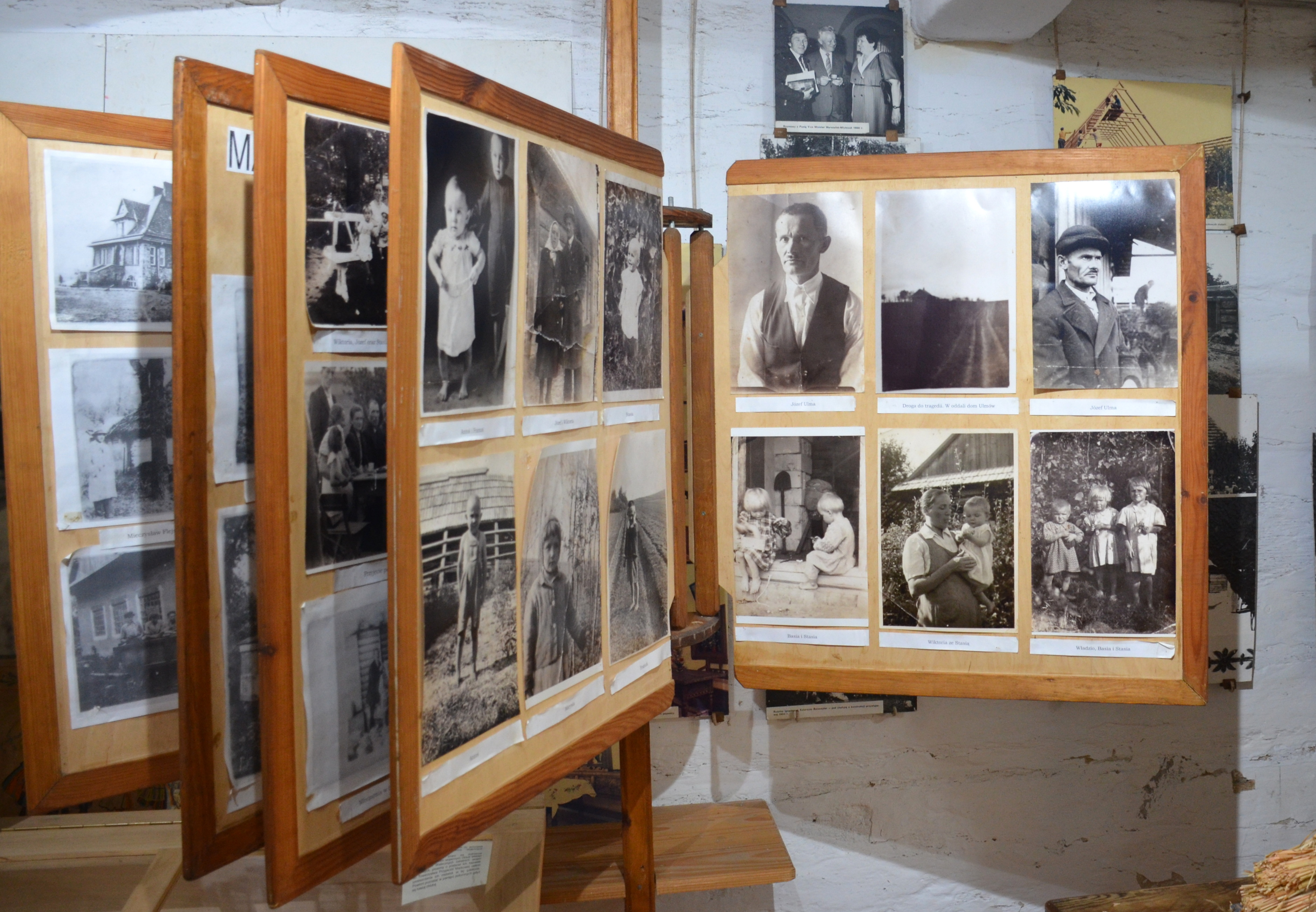
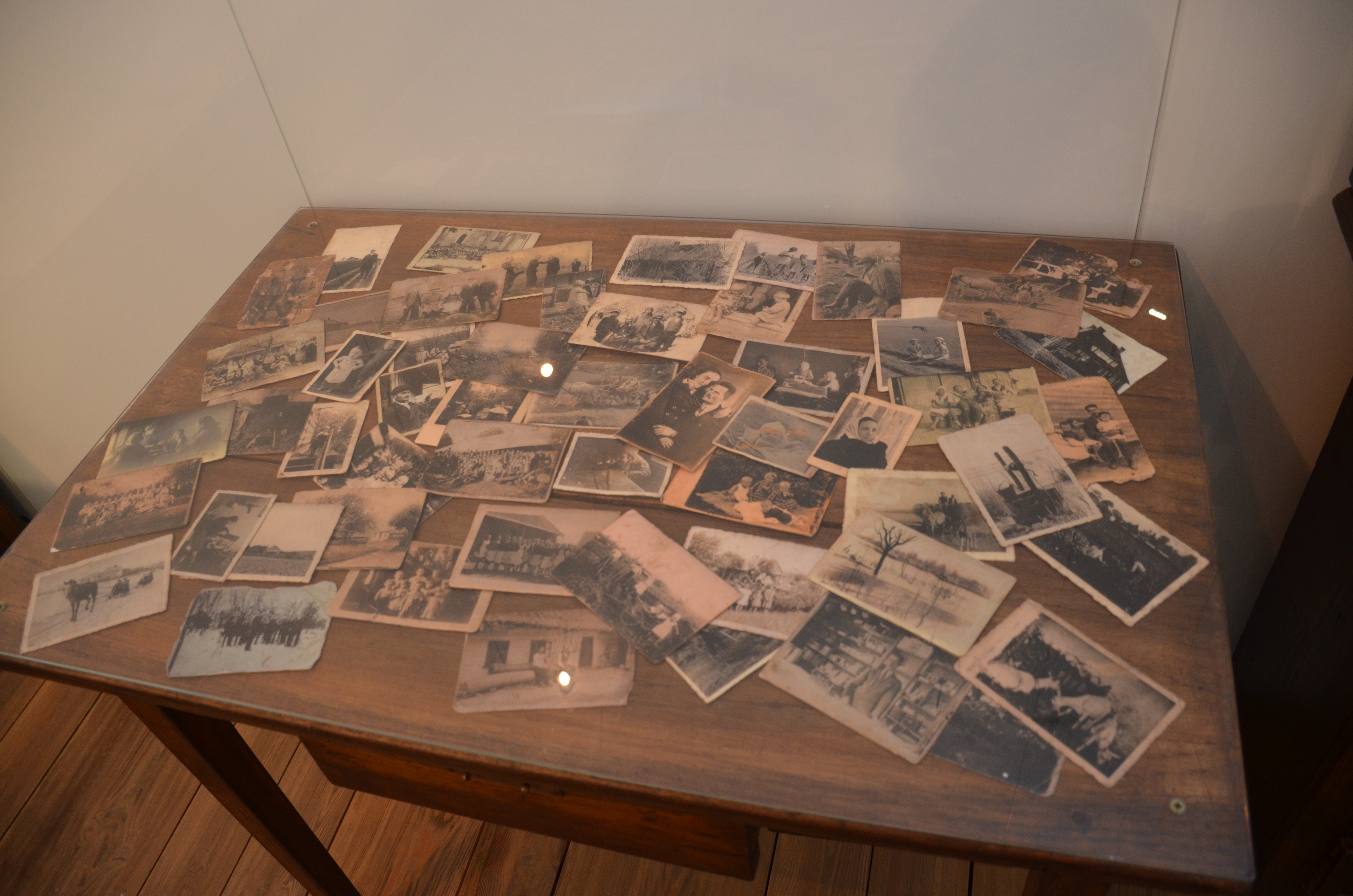
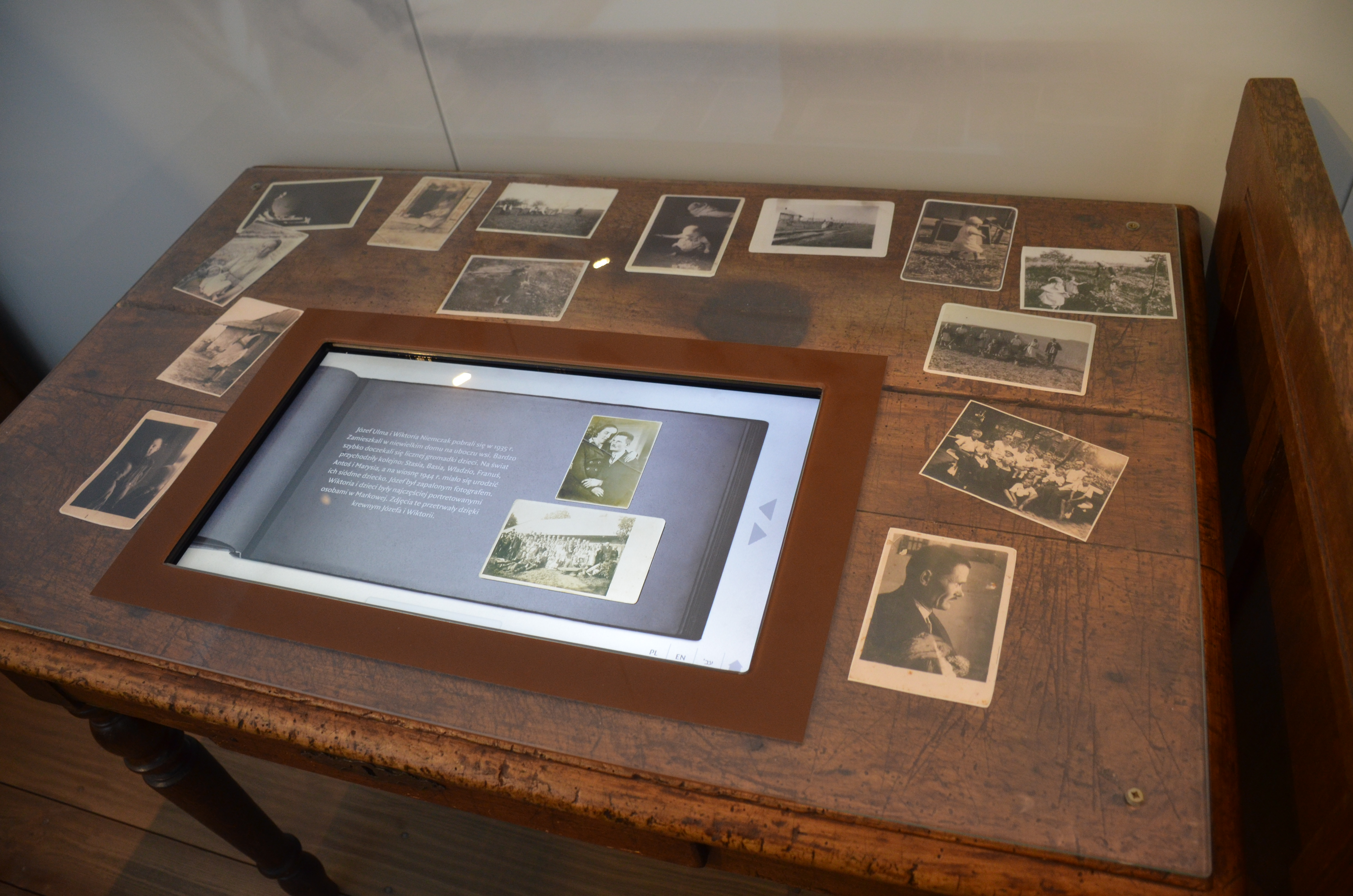
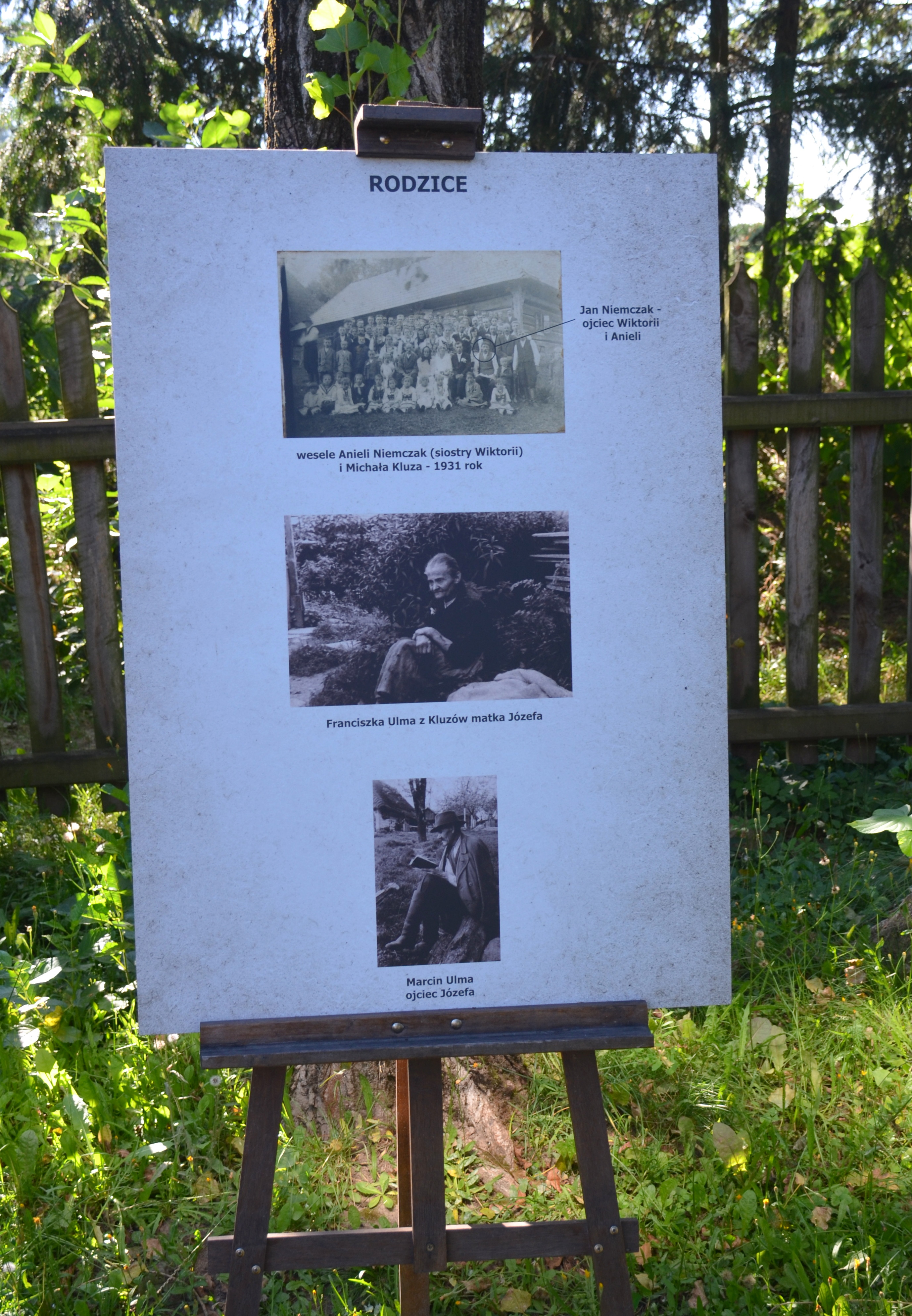
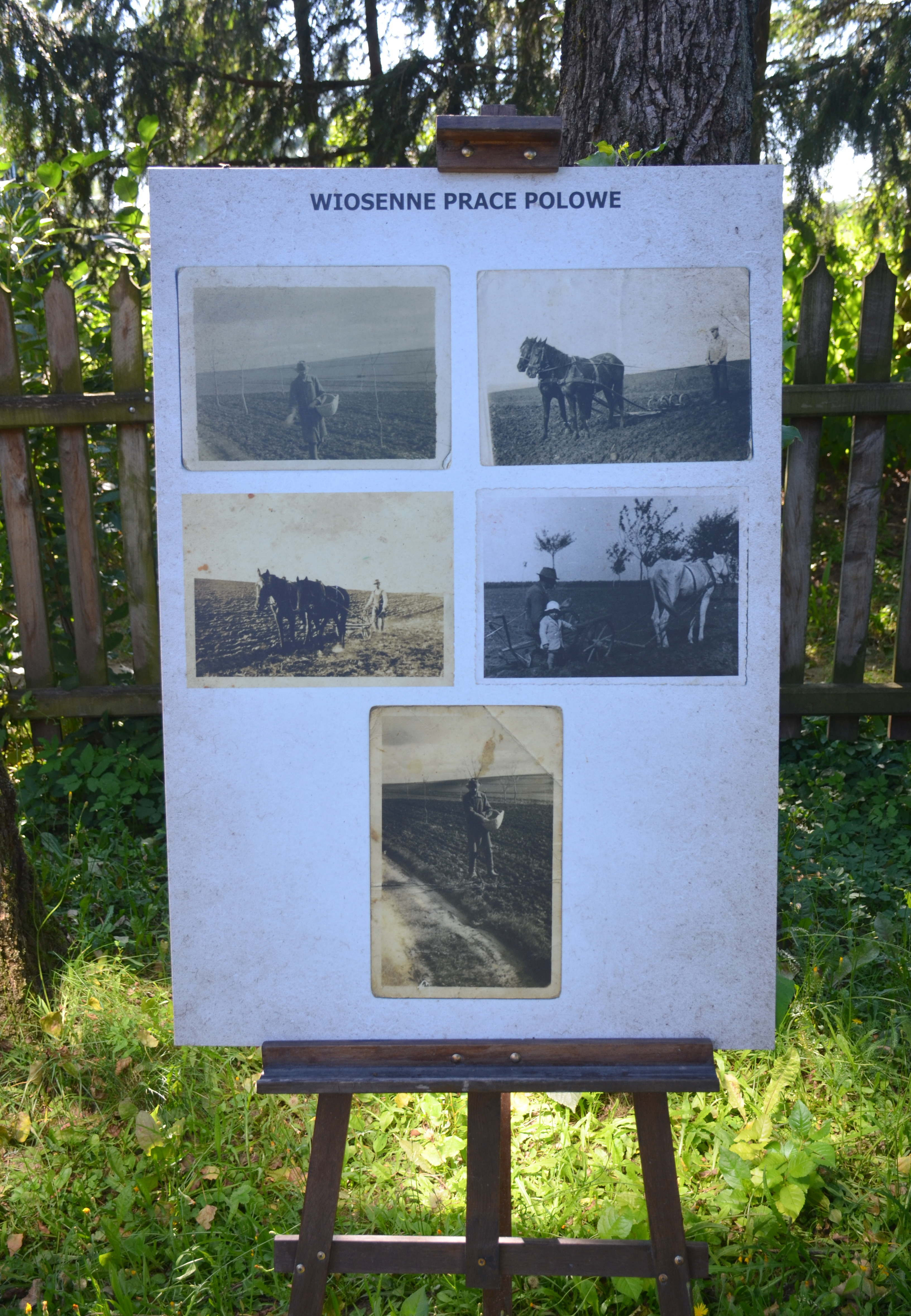
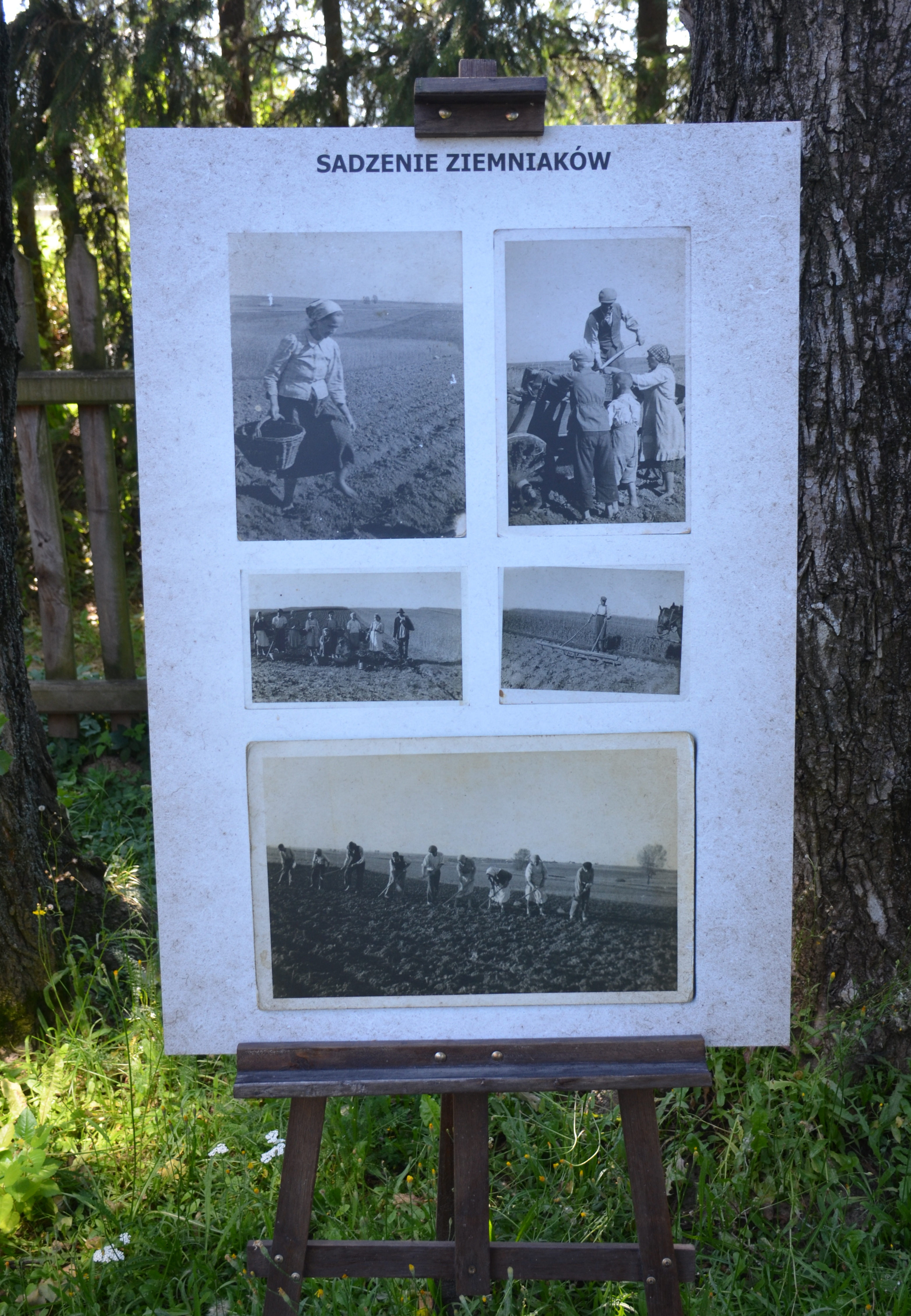
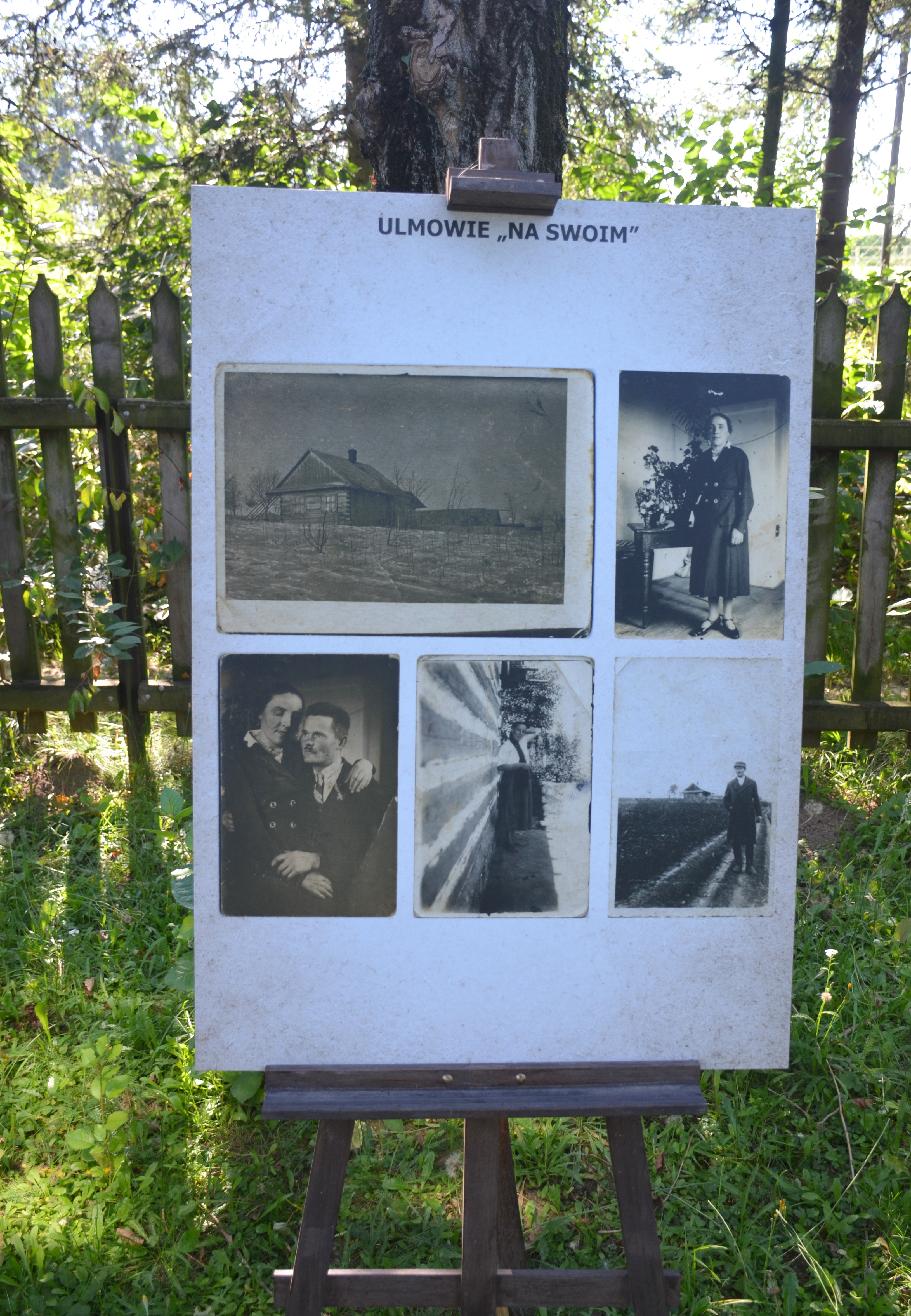
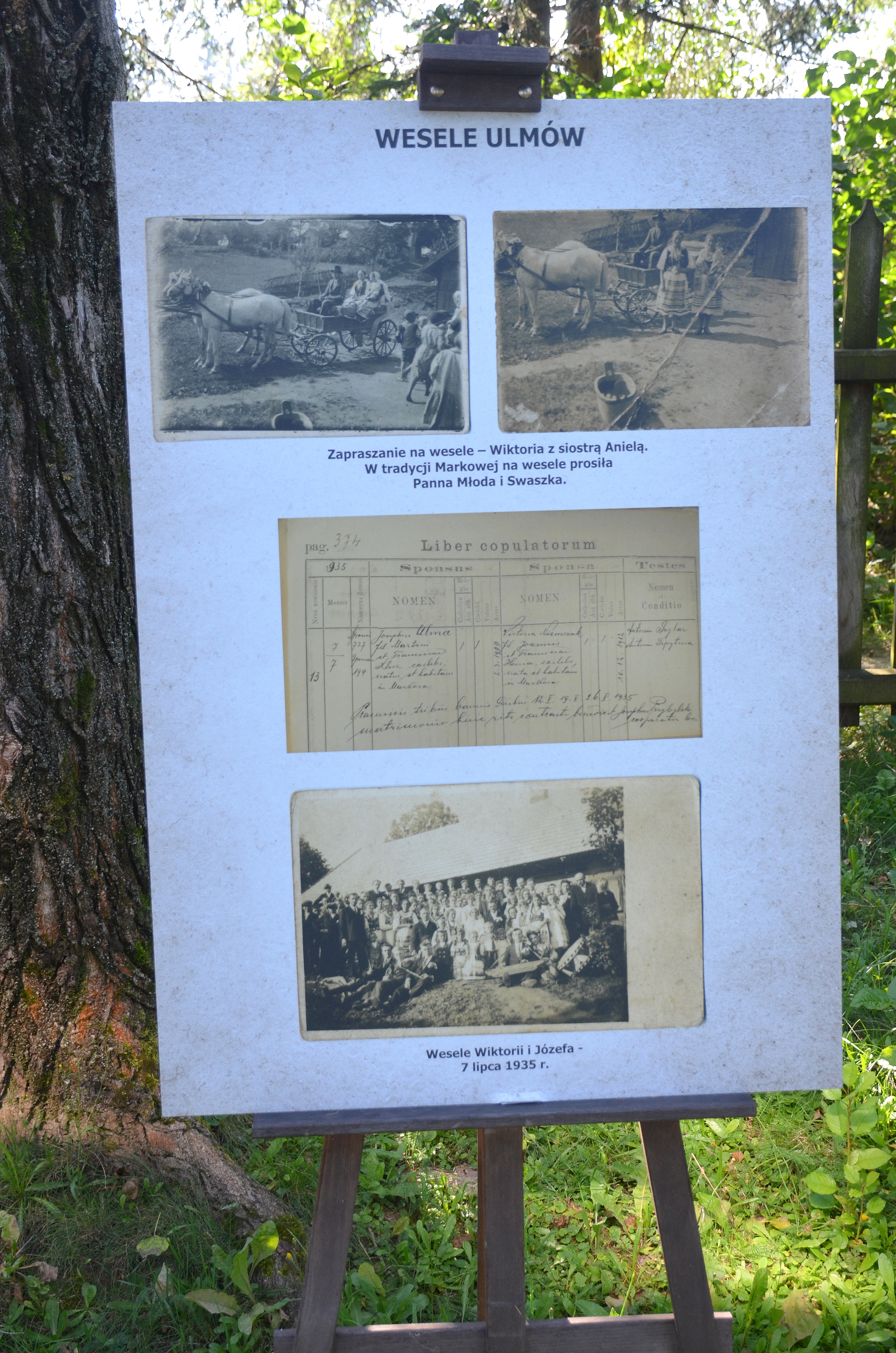
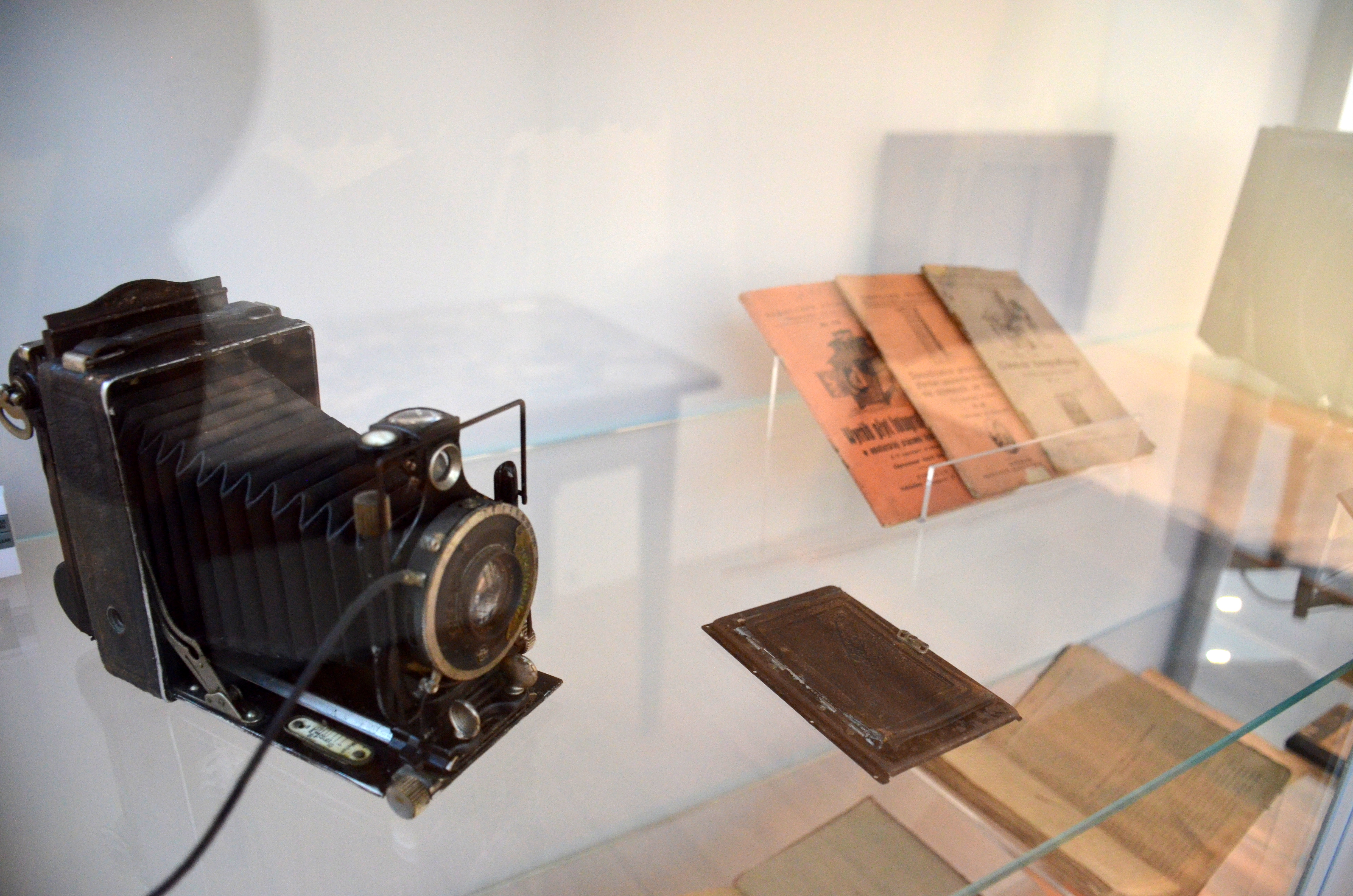
Fotoaparát Józefa Ulmy

### Wiktoria Ulma
Narodila se dne 10. prosince 1912 v Markowé do farmářské rodiny jako dcera Jana Niemczaka a Franciszky rozené Homy. V šesti letech jí zemřela matka. Ve své rodné obci absolvovala základní studium, načež navštěvovala kurzy na tzv. lidové univerzitě v Gaći. Ve své rodné obci byla členkou amatérského divadelního spolku.

## Svatba a manželství

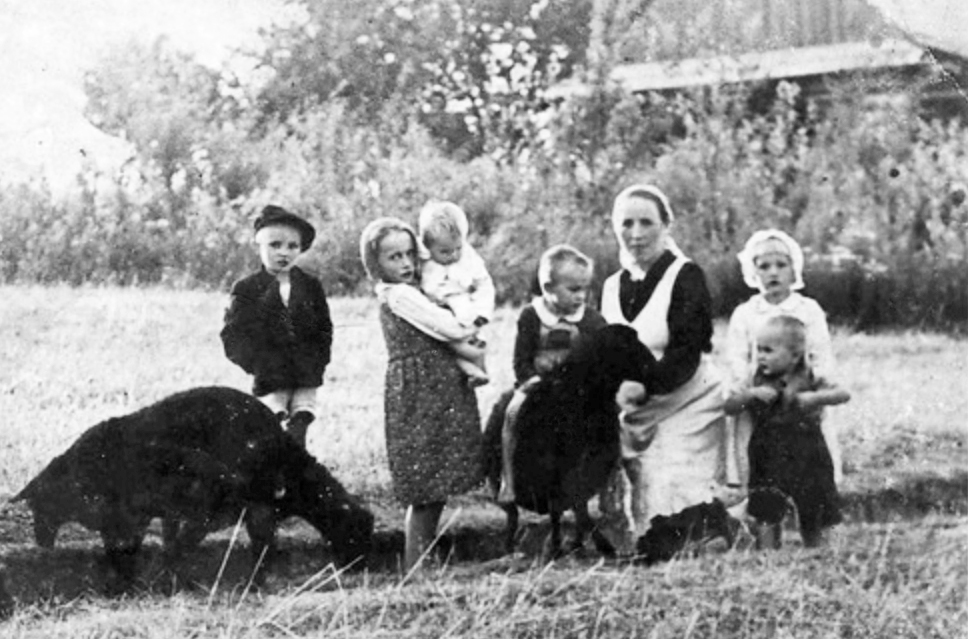
Wiktoria Ulma se svými dětmi (okolo roku 1942)

Jejich svatba proběhla dne 7. července 1935. Po svatbě se živili jako farmáři na malém statku, který vlastnili. Wiktoria kromě toho pečovala o domácnost. Měli spolu celkem sedm dětí, z nichž jedno se nestihlo narodit:
- Stanisława (* 18. července 1936)
- Barbara (* 6. října 1937)
- Wladyslaw (* 5. prosince 1938)
- Francis (* 3. dubna 1940)
- Antoni (* 6. června 1941)
- Maria (* 16. září 1942)
- sedmé dítě NN (nenarozené nebo narozené v okamžiku smrti)[5]

Byli aktivními členy farnosti sv. Doroty v Markowé (diecéze přemyšlská). Oba patřili k Bratrstvu živého růžence. Po vypuknutí druhé světové války byl Józef mobilizován, načež se zúčastnil zářijového tažení roku 1939.

## Pomoc Židům

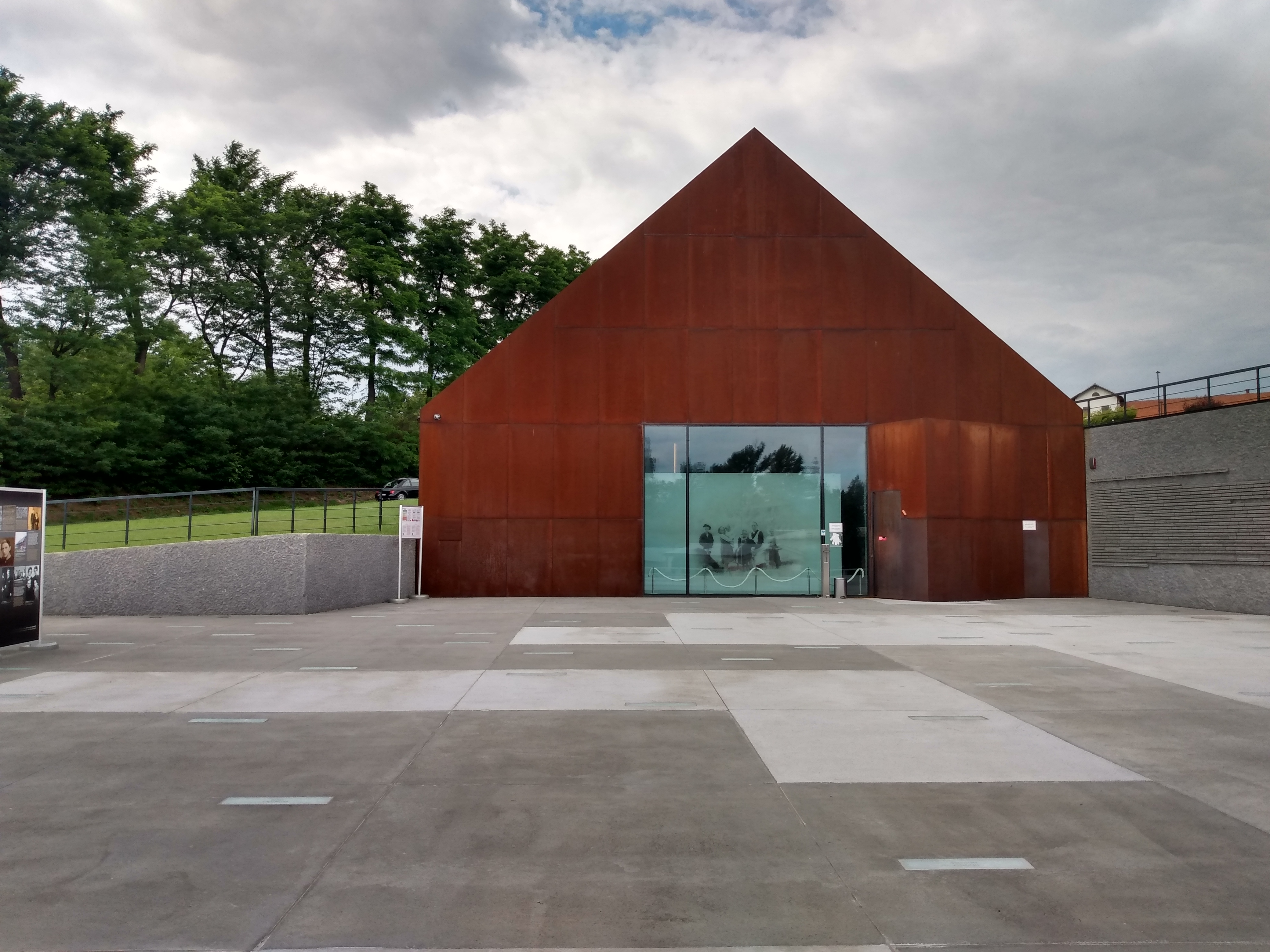
Muzeum rodiny v Markové

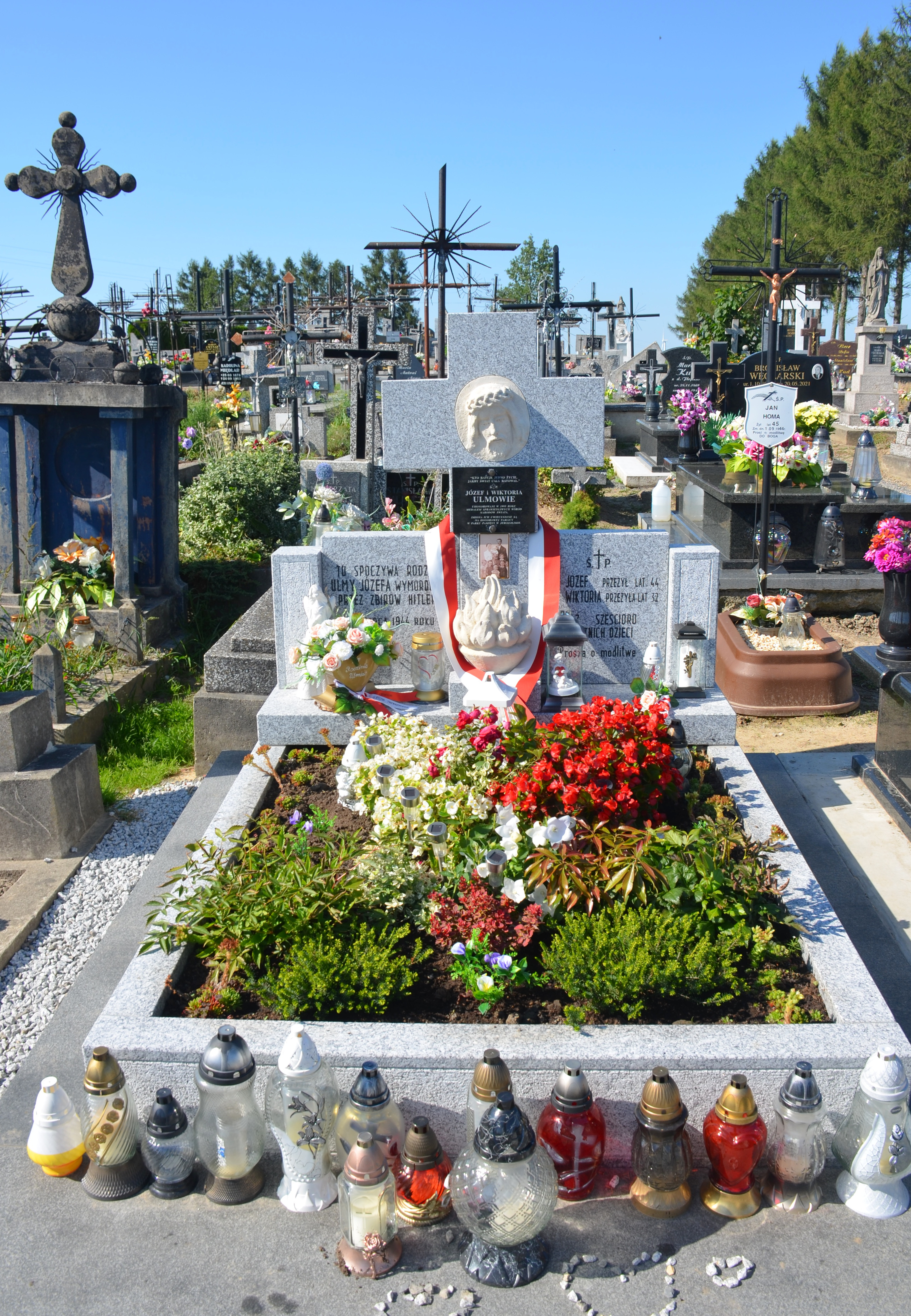
Hrobka na hřbitově v Markowé, ve které byly ostatky rodiny uloženy v letech 1945–2023

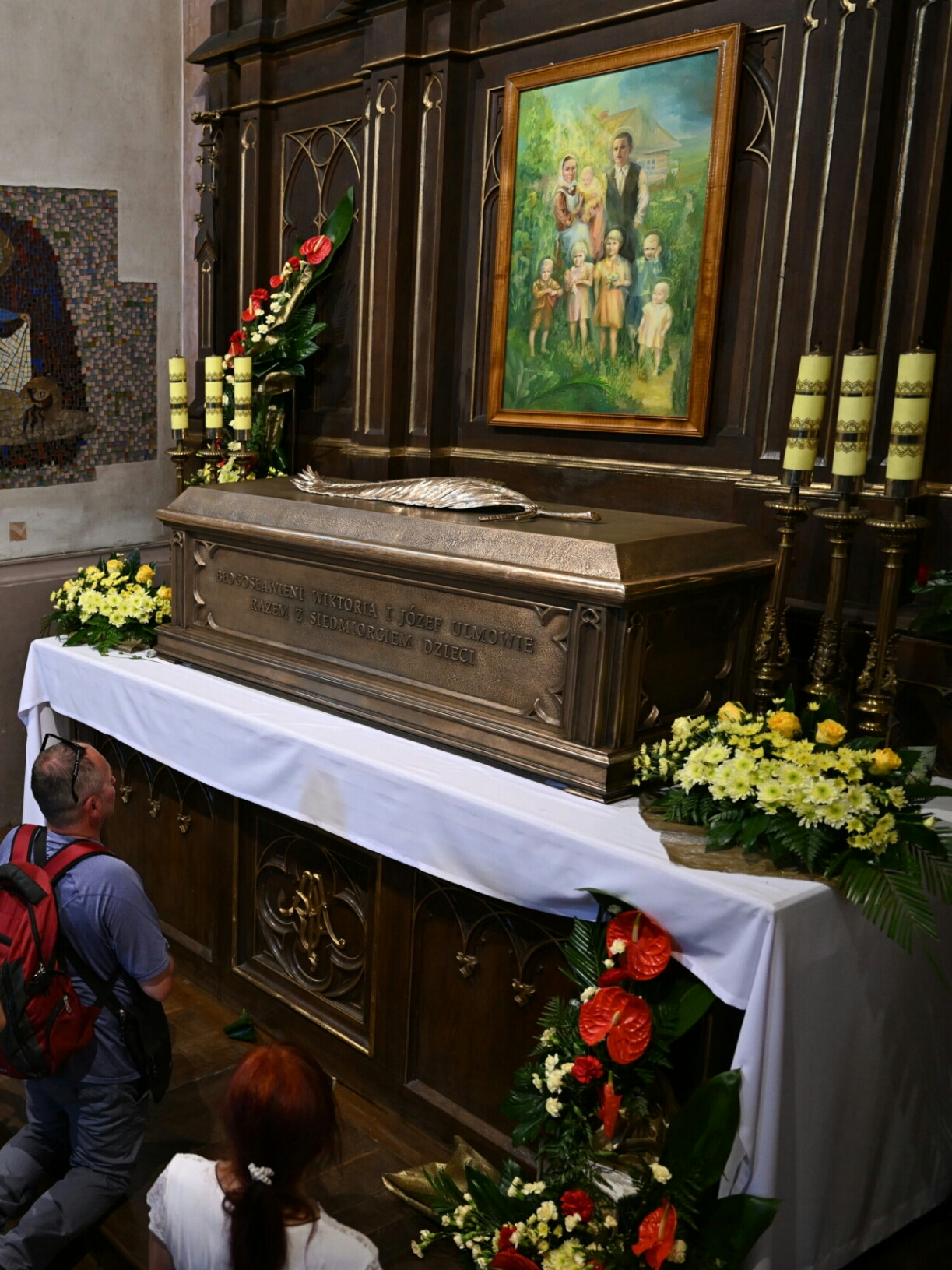
Nový náhrobní oltář bl. rodiny Ulmy v kostele svaté Doroty v Markowé

Během okupace Polska se rodina zapojila do pomoci Židům. Pravděpodobně ve druhé polovině roku 1942 ukryla na půdu rodinného domu osm židovských uprchlíků (otce, matku a šest dětí z jedné rodiny a dvě děti z rodiny jiné).
Kromě toho manželé pomohli další židovské rodině postavit podzemní příbytek v nedalekém lese a zásobovali ji potravinami a jinými potřebami. Po nějaké době okupanti lesní skrýš objevili a čtyři Židy, kteří se zde ukrývali (tři ženy a dítě) zavraždili. Skutečnost, že rodina uprchlíkům pomáhala v té době zůstala utajena.

## Smrt a ostatky
Na jaře roku 1944 byla rodina udána Włodzimierzem Leśem, příslušníkem Modré policie, který se předtím zmocnil majetku rodiny Židů, ukrytých na jejich půdě. Dne 24. března 1944 zastřelili příslušníci nacistické policie Józefa Ulmu i jeho manželku Wiktorii, která byla v devátém měsíci těhotenství, zbylých šest dětí a všech osm ukrytých Židů.
Původně byli pohřbeni před jejich domem. později byla těla všech vykopána a uložena do čtyř rakví. Dne 11. ledna 1945 se pak konal jejich pohřeb, kterému předsedal farář farnosti sv. Doroty v Markowé P. Ewaryst Dębicki. Po obřadu byla jejich těla uložena na místní hřbitov. Mezi 30. březnem a 1. dubnem 2023 proběhla v souvislosti s připravovanou beatifikací exhumace jejich ostatků, které byly uloženy do připraveného sarkofágu v mariánském bočním oltáři kostela sv. Doroty v Markowé.

## Ocenění

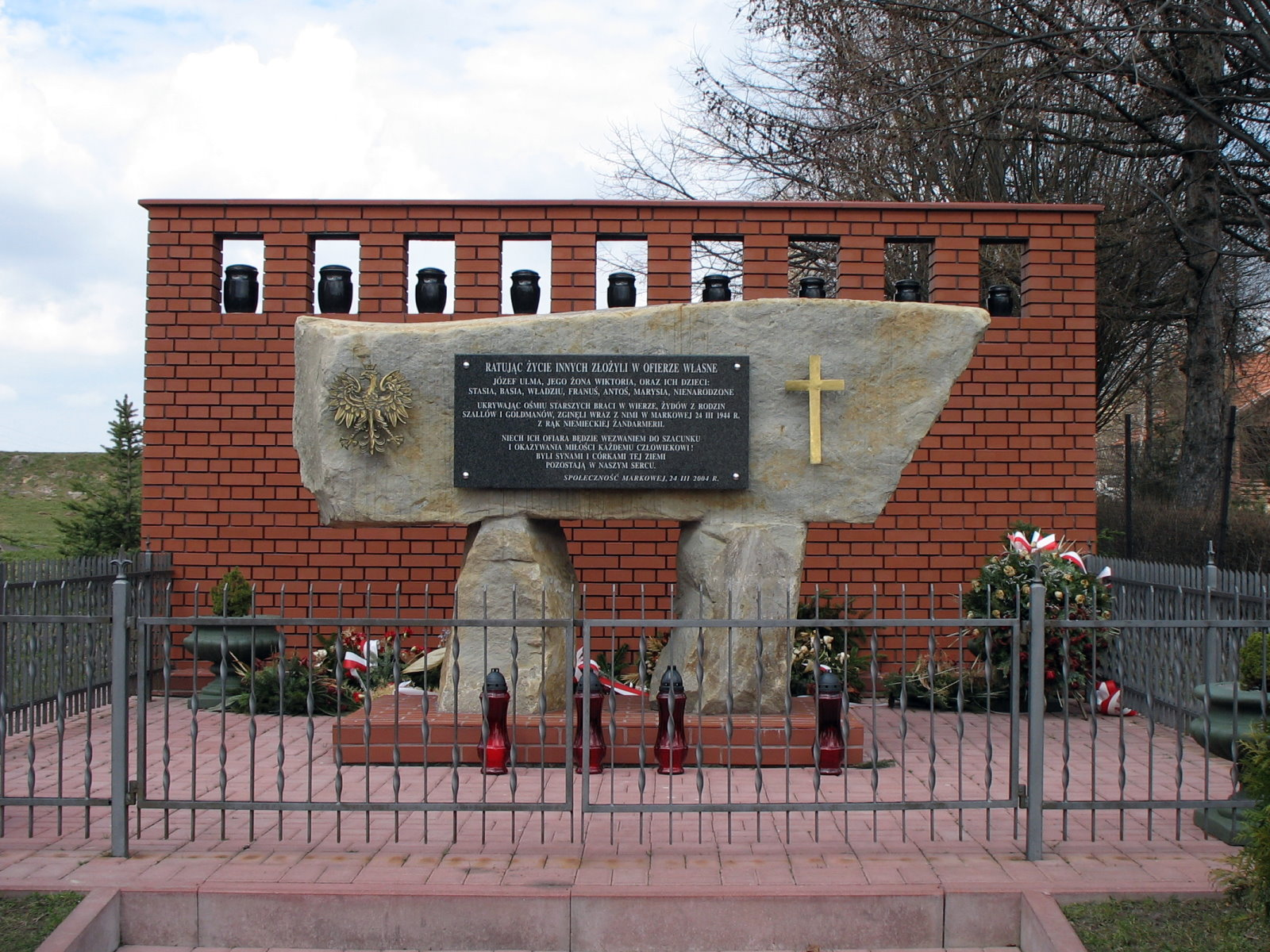
Pomník rodiny Ulma v Markowé

Dne 13. září 1995 obdrželi manželé od organizace Jad vašem posmrtně titul Spravedlivý mezi národy. Rozhodnutím polského prezidenta Lecha Kaczyńského byl navíc manželům dne 25. ledna 2010 posmrtně udělen kříž Řádu znovuzrozeného Polska. Roku 2015 bylo v Markowé postaveno malé muzeum rodiny Ulma.

## Úcta
Beatifikační proces manželů a jejich sedmi dětí započal dne 18. února 2003 ve skupině 122 polských mučedníků, čímž obdrželi titul služebníci Boží. Dne 17. prosince 2022 podepsal papež František dekret o jejich mučednictví.
Blahořečeni pak byli dne 10. září 2023 v Markowé. Obřadu předsedal jménem papeže Františka kardinál Marcello Semeraro.
Jejich památka je připomínána 7. července (den jejich svatby).